# شاه تهماسب یکم
تهماسبِ یکُم (۲۶ ذی الحجه ۹۱۹ – ۱۵ صفر ۹۸۴) از ۹۳۰ تا ۹۸۴ ه‍.ق دومین شاه از ایران صفوی بود. او پسر ارشد اسماعیل یکم و ملکهٔ هم‌نشین او، تاجلو بیگم، بود. تهماسب پس از مرگ پدرش در ۹۳۰ ه‍.ق به سلطنت رسید و سال‌های نخست پادشاهی او، شاهد جنگ‌های داخلی میان رهبران قزلباش بود تا اینکه در سال ۹۳۸ ه‍.ق قدرت ناشی از منصب خود را اعلام و پادشاهی مطلقه‌اش را آغاز کرد. خیلی زود جنگی طولانی‌مدت تهماسب را با امپراتوری عثمانی مواجه کرد که سلطان سلیمان یکم به دنبال پیشروی در ایران برای گسترش امپراتوری خود بود. این جنگها با پیمان آماسیه در ۹۶۲ ه‍.ق به پایان رسید و عثمانی‌ها بر عراق عرب، بخش عمده‌ای از کردستان و گرجستان غربی حاکم شدند. تهماسب همچنین با ازبک‌های بخارا بر سر خراسان نبردهایی داشت و آنها بارها به هرات یورش بردند که مهم‌ترین این درگیری‌ها در اوایل پاییز سال ۹۳۵ ه‍.ق رخ داد که شاه تهماسب ازبکان را با وجود نفرات بیشتر به دلیل ناآشنا بودن به توپخانه در نبرد جام شکست داد.
تهماسب دوست‌دار هنر و خودش نیز نقاش ماهری بود. او برای نقاشان، خوش‌نویسان و شاعران، مجلسی سلطنتی در زمینهٔ هنر ایجاد کرد. در دوره سلطنت او همچون کل دوران صفویه به دلیل داشتن تقوای دینی و تعصب زیاد به شاخهٔ شیعه، تعدادی از بزرگان و شعرای سنی مذهب به دربار گورکانیانِ هند مهاجرت کردند. او برای روحانیون امتیازات فراوانی قائل شد و به آنان اجازه داد تا در امور شرعی و اداری نقش داشته باشند. در سال ۹۵۱ ه‍. ق، او از امپراتور فراری مغول، نصیرالدین همایون، در ازای کمک نظامی برای بازپس‌گیری تاج و تختش در هند، خواست که به تشیع بپیوندد. با این وجود تهماسب همچنان با قدرت‌های مسیحی جمهوری ونیز و پادشاهی هابسبورگ که رقبای امپراتوری عثمانی نیز بودند، مذاکره می‌کرد.
مسئلهٔ جانشینی تهماسب پیش از مرگش مورد مناقشه قرار گرفت. مرگ او جنگی داخلی به‌همراه داشت که منجر به مرگ اکثر خانوادهٔ سلطنتی شد. پادشاهی او که ۵۲ سال طول کشید، طولانی‌ترین دورهٔ حکومت در دودمان صفوی و حتی کل پادشاهان ایران پس از اسلام می‌باشد. به‌رغم آنکه گزارش‌های غربی معاصر در خصوص تهماسب انتقادی بودند، مورخان مدرن او را فرمانده‌ای شجاع و توانا توصیف می‌کنند که شاهنشاهی پدرش را حفظ کرد و آن را گسترش داد. دوران پادشاهی او شاهد تغییری در سیاست ایدئولوژیک صفویان بود؛ او به پرستش پدرش به‌عنوان مسیحا از سوی قبایل ترکمان قزلباش پایان داد و در عوض وجهه‌ای عمومی از شاه شیعهٔ باتقوا و سنت‌گرا بر جای گذاشت. او به‌منظور پایان نفوذ قزلباشان بر امور سیاسی صفویه، فرایندی طولانی را آغاز کرد که به‌دست جانشینانش ادامه یافت. همچنین گروهی به‌تازگی معرفی شده‌ای شامل گرجی‌ها و ارمنی‌های مسلم‌شده را وارد نیروی نظامی کرد.

## نام
«تهماسب» نامی در فارسی نو است که در اصل از زبان ایرانی باستان به‌معنی «دارندهٔ اسب توانا» ریشه گرفته است. تهماسب یکی از معدود نام‌ها در حماسهٔ شاهنامه است که به‌وسیلهٔ دودمان اسلامی مستقر در ایران استفاده شده است. در شاهنامه، تهماسب پدرِ زو، شاه ماقبل آخر دودمان اساطیری پیشدادیان است.

## زمینه
تهماسب دومین شاه از دودمان صفوی بود. این دودمان از نسل شیخ‌های طریقت صوفی بود که به طریقت صفویه شهرت داشت. نسب آن‌ها به مردم کرد می‌رسید و در اردبیل سکونت داشتند. نخستین شیخ این طریقت صفی‌الدین اردبیلی بود که نام این دودمان برگرفته از اوست. صفی‌الدین با دختر شیخ زاهد گیلانی ازدواج کرد و وارث طریقت زاهدیه متعلق به پدر همسرش شد. دو تن از نوادگان صفی‌الدین — شیخ جنید و پسرش شیخ حیدر — این طریقت را ستیزه‌جویانه‌تر کردند و کوشش ناموفقی برای گسترش قلمرو خود داشتند.

## اوایل زندگی
ابوالفتح تهماسب میرزا در ۲۲ فوریه ۱۵۱۴ در شاه‌آباد، روستایی نزدیک به اصفهان، به عنوان پسر ارشد شاه اسماعیل و همسر اصلی‌اش، تاجلو بیگم (که از ایل موصلو در اتحادیهٔ آق‌قویونلو بود) زاده شد. بنابر روایت نقالان ایرانی (داستان‌گویان قهوه‌خانه)، در شب تولد تهماسب، طوفانی با باد، باران و صاعقه درگرفت. تاجلو خانم، که دردهای زایمانش آغاز شده بود، پیشنهاد داد که کاروان سلطنتی در روستایی اتراق کند. کاروان سلطنتی به سوی شاه‌آباد رفت. کدخدای روستا، که سنی بود، به تاجلو خانم اجازه ورود به خانه‌اش را نداد، اما یکی از اهالی شیعه‌مذهب روستا او را به خانه ساده خود پذیرفت. در آن زمان، تاجلو بیگم از شدت درد بیهوش شده بود و اندکی پس از ورود به خانه، پسری به دنیا آورد. هنگامی که این خبر به اسماعیل رسید، گفته شده که او از شادی و خوشحالی بی‌حد «لبریز» شد، اما از دیدار پسرش خودداری کرد تا زمانی که ستاره‌شناسانش روز و ساعتی مبارک را تعیین کنند. هنگامی که ساعت موعود فرا رسید، پسر خردسال به اسماعیل نشان داده شد و ستاره‌شناسان پیش‌بینی کردند که آینده او با جنگ و صلح درهم‌تنیده خواهد بود و فرزندان بسیاری خواهد داشت. اسماعیل نام پسر را تهماسب گذاشت، زیرا مدعی شد علی، امام اول شیعیان، در خواب به او گفته که این نام را برگزیند. تهماسب بعدها از همین والدین، برادری به نام بهرام میرزا و دو خواهر به نام‌های پریخان خانم و مهین‌بانو خانم داشت که همگی نقش‌های سیاسی و فرهنگی مهمی ایفا کردند.
در سال ۱۵۱۶، هنگامی که تهماسب میرزا دو ساله بود، به فرمان اسماعیل، ولایت خراسان به عنوان تیول او تعیین شد. این انتصاب به‌طور خاص برای پیروی از سنت دودمان تیموری انجام گرفت که بر اساس رسوم ترکی-مغولی، پسر ارشد شاه را برای اداره ولایتی برجسته مانند خراسان منصوب می‌کردند. شهر هرات، مرکز این ولایت مهم، در طول سده شانزدهم به شهری تبدیل شد که شاهزادگان صفوی در آن پرورش یافته، آموزش دیده و تربیت می‌شدند. در سال ۱۵۱۷، اسماعیل، امیرخان موصلوی ترکمان، والی دیاربکر، را به سمت للگی تهماسب و والی بلخ، شهری در خراسان، منصوب کرد. او والیان ایل شاملو و موصلو در خراسان را که در جریان نبرد چالدران به دلیل ترس از قحطی به ارتش او نپیوسته بودند، جایگزین کرد. قرار دادن تهماسب در هرات تلاشی برای کاهش نفوذ فزاینده قبیله شاملو بود که سیاست دربار صفوی را تحت سلطه خود داشت و چندین ولایت قدرتمند را در اختیار داشت. اسماعیل همچنین امیر غیاث‌الدین محمد، چهره‌ای برجسته از هرات، را به عنوان مربی دینی تهماسب منصوب کرد.
رقابتی برای کنترل هرات بین دو لَل‍ه شکل گرفت. امیرخان موصلوی، غیاث‌الدین را دستگیر کرد و روز بعد او را اعدام نمود، اما در سال ۱۵۲۱ با یورش ناگهانی ازبک‌ها که از آمودریا عبور کرده و بخش‌هایی از شهر را تصرف کردند، از مقام خود برکنار شد. اسماعیل، دیوسلطان روملو را به عنوان لَل‍ه تهماسب منصوب کرد و ولایت به پسر کوچکترش، سام میرزا صفوی، واگذار شد. تهماسب در سال‌های اقامتش در هرات، به نوشتن و نقاشی علاقه‌مند شد. او به نقاشی چیره‌دست تبدیل شد و اثری را به برادرش، بهرام میرزا، تقدیم کرد. این نقاشی ترکیبی طنزآمیز از گردهمایی درباریان صفوی بود که در آن موسیقی، آواز و می‌گساری به تصویر کشیده شده بود.

## قداست شاه
وینچنتو دآلساندری می‌نویسد: عشق و احترامی که مردم ایران به شاه تهماسب دارند باورنکردنی است، مردم او را نه همچون شاه بلکه مانند خدا می‌پرستند، زیرا از سلاله علی (ع) است که بزرگ‌ترین مایه عشق و احترام ایشان است. کسانی که دچار بیماری یا گرفتاری شوند آنقدر که به دعا از شاه یاری می‌جویند، از خدا یاری نمی‌طلبند در راه شاه نذر و نیاز می‌کنند، برخی از مردم به بوسیدن آستانه کاخ او می‌روند. خانواده‌ای خوشبخت است که شالی از شاه بگیرد یا از آبی که وی دستهایش را در آن شسته است داشته باشد. چنین آبی را دافع تب می‌دانند … می‌گویند: «ترا می‌پرستیم که دین حی و حاضری» بسیاری از مردم برآنند که شاه نه فقط دارای روح نبوت است که قدرت زنده کردن مرده و دیگر معجزات نظیر آن را دارد.

## پادشاه هنرمند

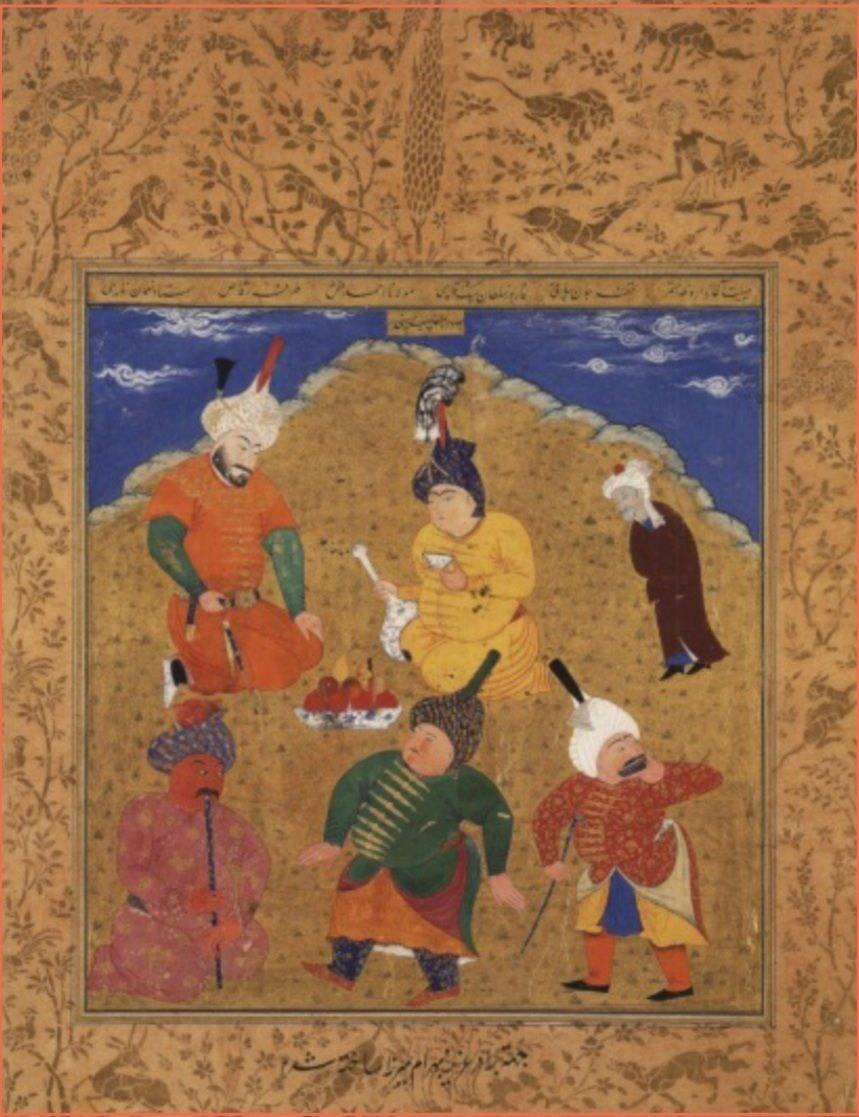
بزم درباری کار شاه تهماسب که برای برادرش بهرام میرزا کشیده است.

شاه تهماسب صفوی پادشاهی صاحب‌کمال و شیفتهٔ هنر بود و در هنر خوشنویسی و نقاشی دست داشت. در نقاشی شاگرد استاد سلطان محمد مصور بوده است. هرچند قاضی احمد منشی قمی در کتاب گلستان هنر از هنر تصویرسازی شاه تهماسب به‌طور مفصل یاد کرده، اما اثر چندان ممتازی از او دیده نشده است و تنها تصویر مستند و دارای امضای به‌جامانده از او، مجلس بزمی است که در موزهٔ کاخ طوپقاپو ترکیه زینت‌بخش مرقع بهرام میرزا است و رقم یا امضای آن چنین است: «صوره تهماسب الحسینی» در زیر تصویر و بیرون از جدول‌کشی شاه تهماسب به خط خود نوشته: «جهت برادر عزیزم بهرام‌میرزا ساخته شد» شاه تهماسب از گسترش‌دهندگان ادبیات آذربایجانی بود و در این زمینه تلاش بسیاری کرد. او شرح زندگانی خود را در تذکره شاه تهماسب نوشته است.

## جنگ قدرت امرای قزلباش

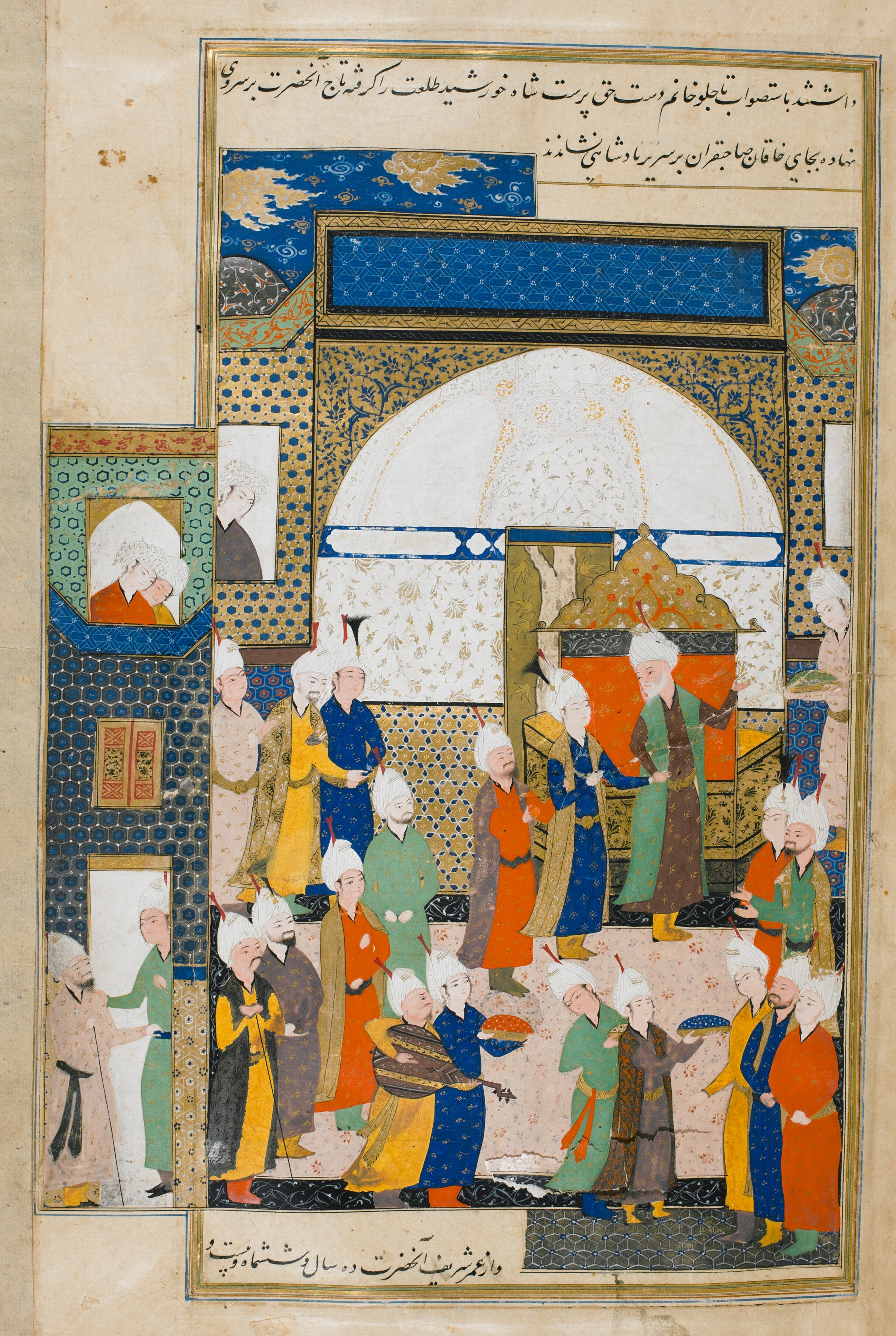
به سلطنت رسیدن شاه تهماسب صفوی از کتاب خلاصة التواریخ احمد منشی قمی

پس از به سلطنت رسیدن تهماسب، کپک سلطان استاجلو، امیر ایل استاجلو، که در تبریز (پایتخت) حاضر بود، به وکالت شاه منصوب شد. حدود یک سال بعد(۹۳۱ ه‍.ق) دیوسلطان روملو که رقیب کپک سلطان برای امر وکالت بود به بهانهٔ دفع تهاجم ازبکان، از تبریز به دشت لار حرکت کرد و امرای قزلباش خراسان و عراق عجم را به همراهی خود برای دفع ازبکان فراخواند. امرای نامدار بسیاری به یاری او شتافتند، از جمله چوهه سلطان تکلو حاکم کلهر، قراجه سلطان تکلو حاکم همدان و علی سلطان ذوالقدر حاکم شیراز. وی با بذل و بخشش و احسان، امرا را به وکالت خود راضی کرد. در این زمان خبر رسید که ازبکان، خراسان را ترک کرده‌اند. دیو سلطان از فرصت استفاده کرده و با لشکریان زیادی که از اطراف بر گرد او جمع شده‌بودند به سمت تبریز حرکت کرد پس از رسیدن دیوسلطان و سپاهیان به نزدیکی تبریز، کپک سلطان را به قبول وکالت خود فراخواند و کپک سلطان هم برای جلوگیری از جنگ با وی از تبریز خارج شد و به استقبال وی رفت. سپس هر دو به نزد شاه تهماسب رفتند و دیوسلطان حکم وکالت را از شاه دریافت کرد.
دیوسلطان سپس برای تضعیف استاجلوها و کپک سلطان، آن‌ها را برای جنگ به مرزهای گرجستان فرستاد و خود و چوهه سلطان در غیاب استاجلوها تیولات (الکا) آن‌ها را میان دیگر قبایل تقسیم کردند. این امر موجب بازگشت کپک سلطان و نخستین جنگ داخلی قزلباشان شد. در اواخر بهار ۹۳۲ ه‍.ق در نخستین جنگ، استاجلوها شکست خورده و به گیلان گریختند مدتی بعد باز هم به یاری حاکم رشت امیره دباج در تابستان همان سال برای جنگ بازگشتند ولی این‌بار نیز در هرزویل به سختی شکست خوردند و دوباره به گیلان عقب نشستند. در بهار سال ۹۳۳ ه‍.ق استاجلوها از گیلان به سمت اردبیل حرکت کرده و پس از قتل حاکم آنجا، بادنجان سلطان روملو به سمت اردوی دیو سلطان روملو در چخورسعد حرکت کردند، نبرد سوم در اوایل تابستان ۹۳۳ ه‍.ق در شرور رخ داد که اینبار استاجلوها به‌شدت مقاومت کردند و اگر کپک سلطان در میان جنگ کشته نمی‌شد قدرت مجدداً به وی بازمی‌گشت. در اواسط تابستان همین سال دیوسلطان روملو توسط چوهه سلطان تکلو به تحریک شاه تهماسب به قتل رسید و خود او وکیل السطنه شد.

## حملات ازبکان

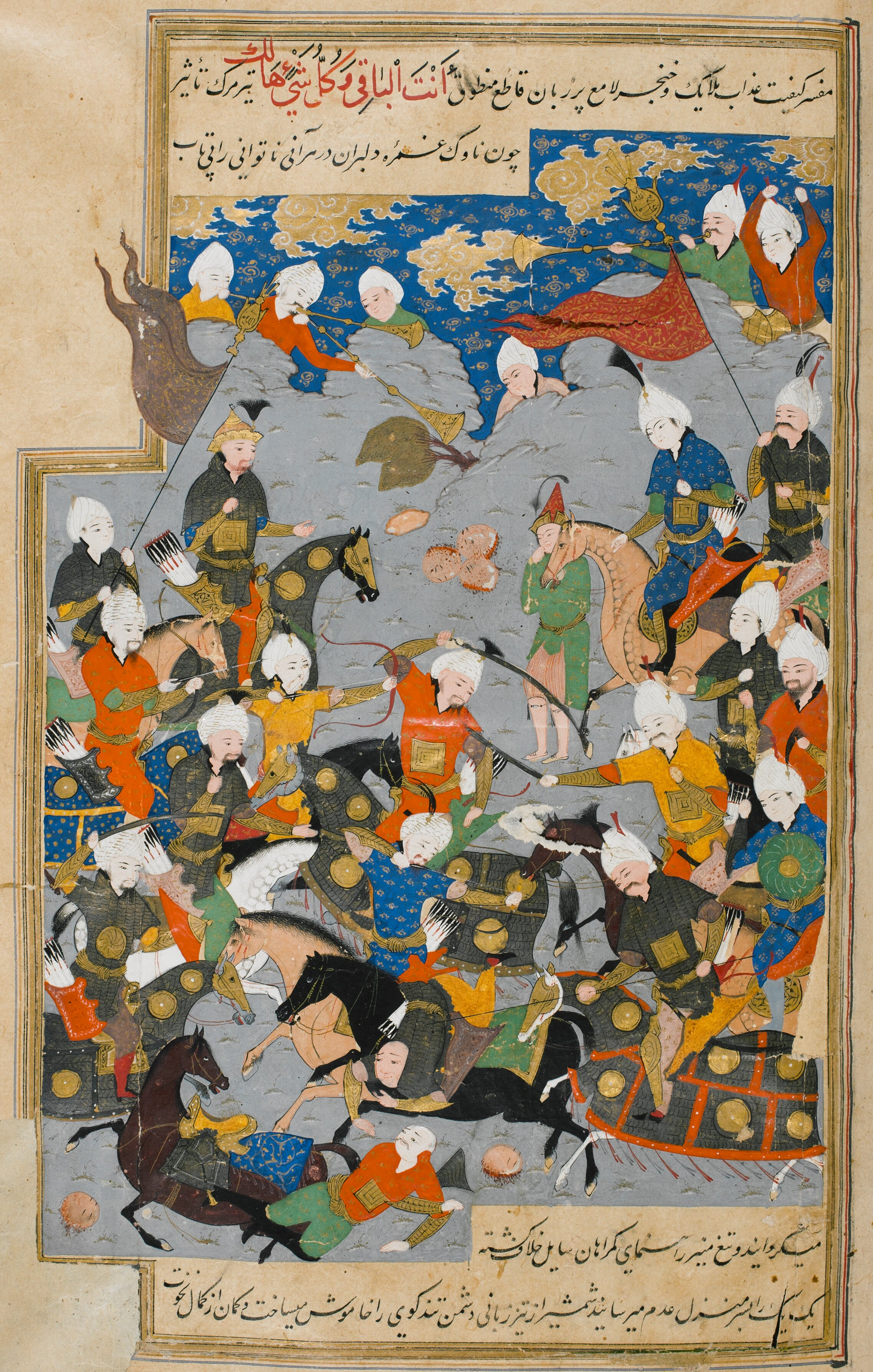
نبرد شاه تهماسب با عبیدالله خان ازبک در خراسان در سال ۹۳۵ قمری از کتاب خلاصة التواریخ احمد منشی قمی

در مدتی که میان امرای قزلباش جنگ قدرت جریان داشت تا به قدرت رسیدن چوهه سلطان، ازبکان به سرکردگی عبیدالله‌خان ازبک، چندین مرتبه برای تصرف خراسان و به‌ویژه هرات به ایران حمله کردند. بار اول در اواخر بهار ۹۳۱ ه‍.ق عبیدالله خان همرا با کوجونجی‌خان، ابوسعید سلطان و سیونجک سلطان از آب جیحون گذشته و هرات را محاصره کردند در مقابل دورمیش خان شاملو به صلاح دید خواجه حبیب‌الله وزیر به قلعه داری مشغول شدند، پس از چند ماه محاصره و درگیریهای متقابل، ازبکان به سمت ماورالنهر بازگشتند. بار دوم پس از مرگ دورمیش خان و قتل خواجه حبیب‌الله و غیبت برون سلطان تکلو حاکم مشهد، عبیدالله خان به طمع افتاده، در بهار ۹۳۳ ه‍.ق مشهد را محاصره و فتح کرد و به سمت استرآباد روانه شد. زینل خان شاملو حاکم استرآباد پس از درگیریهایی، مقاومت را بی فایده دیده و به سمت ری عقب نشست، عبید الله خان حکومت استرآباد را به پسر خود عبدالعزیز سلطان داد و به سمت هرات حرکت کرد. با بازگشت عبیدالله خان، زینل خان با رسیدن نیروهای کمکی به سمت استرآباد بازگشت تا عبدالعزیز سلطان مجبور به عقب‌نشینی شود. عبیدالله خان با اطلاع از این موضوع دوباره به سمت استرآباد روانه شد و این بار زینش بهادر را حاکم استرآباد کرد و خود به سمت هرات حرکت کرد. زینل خان که به سمت فیروزکوه عقب نشسته بود، روزی به رسم شکار با تعداد اندکی از نیروهایش به سمت شکارگاهی روانه شد، ازبکان که در کمین نشسته بودند به شکارگاه حمله کردند که در این درگیری زینل خان کشته شد، در اندک مدتی بعد دامغان نیز به تصرف ازبکان درآمد. در این بازه جنگ داخلی به پایان رسیده بود و شاه تهماسب آماده حرکت به سمت خراسان شد، ابتدا چوهه سلطان وکیل به سمت دامغان روانه شد و با فتح آنجا و قتل زینش بهادر، مسیر به سمت خراسان باز شد. عبیدالله خان که بیش از ۷ ماه هرات را بی هیچ حاصلی محاصره کرده بود با اطلاع از حرکت شاه تهماسب، در روزهای اولیه تابستان ۹۳۵ ه‍.ق به سمت ماورالنهر عقب نشست. عبیدالله خان پس از بازگشت به ماورالنهر نزد کوجونجی‌خان که در آن زمان حاکم ماورانهر بود، رفت و او را برای حمله‌ای دیگر به خراسان قانع کرد تا لشکر ازبکان در اواخر تابستان ۹۳۵ ه‍.ق با گذر از آب آمویه برای بار سوم به سمت خراسان حرکت کنند، در مقابل شاه تهماسب شخصاً و با وجود جوانی (حدود ۱۶ سال سن) تدارک سپاه دیده به سمت خراسان حرکت کرد. میان دو سپاه در ولایت جام نبردی سخت رخ داد که به نبرد جام معروف است. در ابتدای نبرد، جناح راست سپاه ایران به فرماندهی چوهه سلطان در هم شکست، اندکی بعد جناح چپ نیز از هم پاشیده و متفرق شد اما قلب سپاه به فرماندهی شاه تهماسب همراه با قورچیان شاهی همچنان بر جای مانده و مقاومت می‌کرد. ازبکان به تعقیب پراکنده‌شدگان سپاه ایران در دشت، روانه شدند و در میان گرد و خاک و هیاهو، شاه تهماسب خود را روبروی قلب سپاه ازبکان به فرماندهی عبیدالله‌خان ازبک و کوجونجی‌خان دید، وی با شجاعت به سربازان دستور حمله داد و خود نیز با آنان به قلب سپاه ازبکان هجوم برد. در این حملهٔ غافلگیرانه و برق‌آسا قلب سپاه ازبکان از هم پاشید و عبیدالله‌خان و فرماندهان ازبک راه فرار پیش گرفتند. به این صورت با شجاعت شخص شاه تهماسب، یک شکست مسلم به یک پیروزی تبدیل شد. 

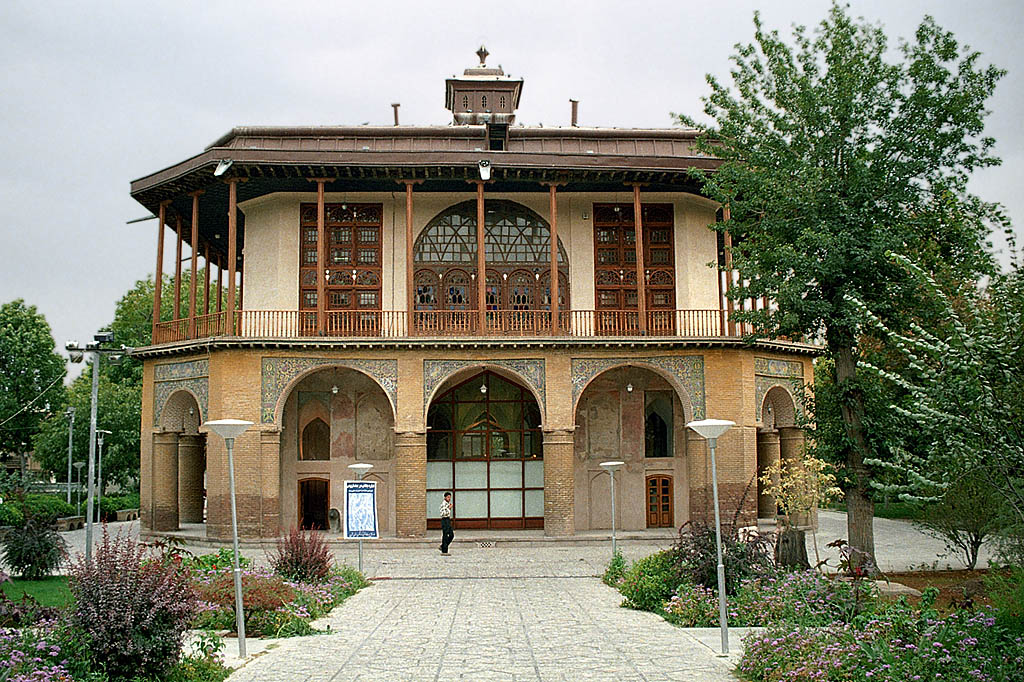
عمارت چهل‌ستون قزوین، محل استقرار دولت در زمان شاه تهماسب یکم و شاه اسماعیل دوم صفوی

در حملهٔ چهارم ازبکان به خراسان محاصرهٔ قلعه هرات مدت زیادی به درازا کشید و درخواست‌های سلطان حسین‌خان شاملو برای کمک از طرف چوهه سلطان بی‌جواب ماند. کار بر محصوران بسیار سخت شد. سلطان حسین‌خان شاملو مجبور به تسلیم شهر شده، خود، سپاهیان داخل قلعه و شیعیان، قلعه را ترک کرده و آن را به ازبکان تسلیم نمودند. سلطان حسین‌خان شاملو از هرات به سیستان رفته و سپس در نزدیکی اصفهان به اردوی شاه تهماسب وارد شد. شاه از وی به گرمی پذیرایی کرد. چوهه سلطان که از قدرت گرفتن وی می‌ترسید اندیشهٔ قتل وی را در سر می‌پروراند. سلطان حسین‌خان شاملو از قصد وی آگاه شد و شاملوها به خیمهٔ وی در اردوی شاهی حمله کرده و او را کشتند. تکلوها برای تلافی به اردوی شاهی هجوم آورده قصد ربودن شاه را داشتند اما این کار خشم شاه را برانگیخت و دستور قتل‌عام آن‌ها را صادر کرد. سپاه شاهی بر آنان حمله کرده و بسیاری را کشت. سران تکلوها به بغداد گریختند. حاکم بغداد که تکلو بود سر آن‌ها را برای اثبات اطاعت برای شاه فرستاد. پس از این کشتار دیگر تکلوها نتوانستند نقش مهمی در حکومت صفوی به عهده بگیرند. پس از کشته شدن چوهه سلطان، سلطان حسین‌خان شاملو به صدارت رسید. الامه سلطان تکلو امیرالامرای آذربایجان از ترس اقدام سلطان حسین‌خان شاملو به عثمانی گریخت و مدتی بعد محرک سلطان سلیمان در حمله به ایران شد.
ازبکان به سرکردگی عبیدالله‌خان ازبک دو بار دیگر به خراسان حمله کردند اما هر دو بار به‌دلیل مقابلهٔ سپاه ایران مجبور به بازگشت شدند تا این‌که عبیدالله‌خان، شاه خونریز ازبک به مرگ طبیعی مرد و خراسانیان مدتی از تهاجم و غارت ازبکان، ایمن شدند.
پس از عبیدالله‌خان مرز خراسان تا ۱۱ سال در آرامش به سر برد؛ تا این‌که بار دیگر یکی از امرای ازبک به هرات حمله کرد و ناکام ماند. از آن پس، دیگر تا زمان مرگ شاه اسماعیل دوم، ازبکان خیال فتح خراسان را از سر به در کردند.

## هجوم عثمانیان

### نخستین و دومین تهاجم

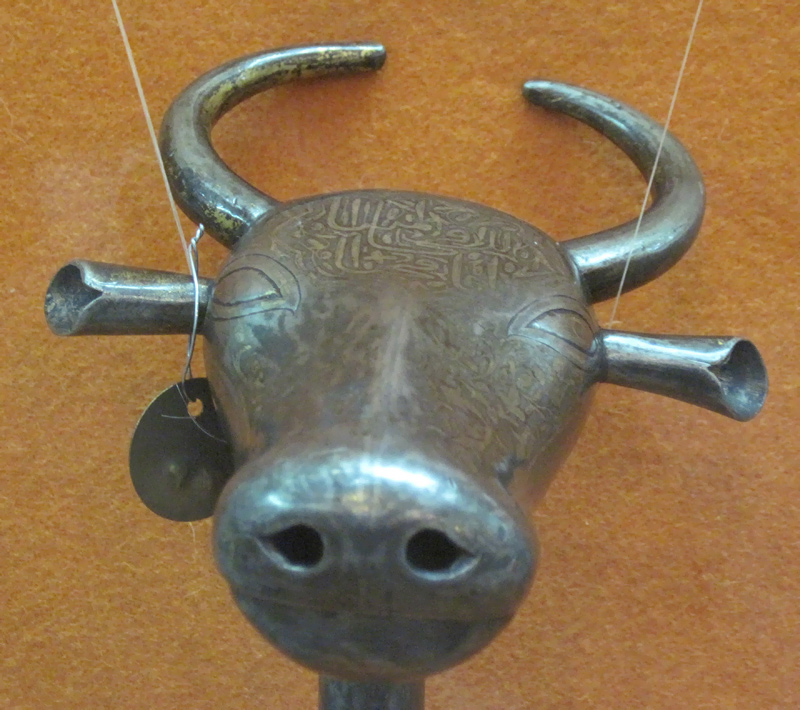
گرز گاوسر متعلق به شاه تهماسب صفوی

هنگامی که شاه تهماسب پس از دفع پنجمین فتنهٔ عبیدالله‌خان ازبک در هرات به‌سر می‌برد و قصد فتح ماوراءالنهر را داشت خبر ورود سپاهیان عثمانی به آذربایجان به وی رسید. عامل تحریک سلطان عثمانی، الامه سلطان تکلو بود. وی که آرزوی وکالت شاه را در سر داشت در پی مغضوب شدن تکلوها از رسیدن به آرزویش به‌کلی ناامید شد. الامه امیرالامرای آذربایجان بود و در هنگام غیبت شاه تهماسب سلطان سلیمان را تشویق کرد که از غیبت شاه استفاده کرده و آذربایجان و بخش‌های مرکزی ایران را به‌سادگی تصرف کند. شاه سلیمان ابراهیم پاشای وزیر را با ۸۰ هزار نیرو به‌سرعت روانهٔ آذربایجان کرد. ابراهیم پاشا با همکاری الامه تقریباً تمام آذربایجان را تصرف نمود. در این هنگام خبر حمله به شاه تهماسب رسید. وی به‌سرعت از هرات به سمت قزوین حرکت کرد. سرعت حرکت وی به‌قدری زیاد بود که بیشتر سپاه وی دیگر قادر به ادامهٔ راه نبودند. وی به ناچار بسیاری از آن‌ها را برای استراحت آزاد گذاشت به‌طوری‌که تنها ۷۰۰۰ سپاهی در قزوین (پایتخت) با وی ماندند، در حالی‌که در وفاداری برخی امرای باقی‌مانده نیز تردید وجود داشت. در پی خبر بازگشت شاه تهماسب، سلطان سلیمان نیز به‌سرعت با سپاهیان کمکی در تبریز به ابراهیم پاشا پیوست. پس از رسیدن این خبر به قزوین گروهی از امرای خیانتکار قزلباش از اردو گریخته و در تبریز به الامه پیوستند. سپاه بزرگ عثمانی برای وارد کردن ضربهٔ نهایی و اشغال مرکز ایران، از تبریز به سمت دشت سلطانیه حرکت کرد اما در دشت سلطانیه سرما و برف شدید آن‌ها را غافلگیر نموده و بسیاری از آن‌ها را کشت به‌طوری‌که سلطان سلیمان دستور عقب‌نشینی به سوی موصل را صادر کرد. شاعری در مورد این رخداد در دشت سلطانیه چنین سروده است که:
| رفتم چو به سلطانیه آن طرفه چمن |  | دیدم دو هزار مرده بی گور و کفن |
| گفتم که بکشت این همه عثمانی را |  | باد سحر از میانه برخاست که من  |

سلطان سلیمان سپس پیکی به بغداد و به حاکم تکلوی بغداد، محمدخان شرف‌الدین اوغلی فرستاد و وی را به اطاعت فرا خواند. محمدخان راضی به تسلیم شهر نبود اما بیشتر امرای تکلوی بغداد، نظر دیگری داشتند. وی به‌ناچار به‌همراه نزدیکان و برخی قزلباشان شاهسون (شاهدوست) شهر را ترک کرد و به شیراز رفت. به این‌صورت بغداد بار دیگر به‌دست عثمانیان افتاد. پس از خروج سلطان سلیمان از سلطانیه، شاه تهماسب برای بازپس‌گیری مجدد تبریز به آن شهر لشکر کشید. الامه و دیگر امرای خیانتکار از تبریز به‌سمت قلعه وان گریختند و قلعه تسلیم سپاه ایران شد. شاه به‌دنبال آن‌ها حرکت کرد و قلعهٔ وان را محاصره نمود. در هنگام محاصره مجدداً خبر حرکت قشون عثمانی از بغداد به سمت ایران به شاه تهماسب رسید. شاه به‌ناچار دست از محاصره کشید و به‌سمت تبریز بازگشت. میان پیش‌قراولان سپاه ایران و قراولان عثمانی در نزدیکی درجزین نبردی رخ داد که به شکست عثمانیان انجامید. در پی این شکست، سلطان سلیمان با بدنهٔ اصلی قشون به خاک عثمانی عقب نشست و شاه تهماسب مجدداً قلعه وان را محاصره نمود. سلطان سلیمان والی دیاربکر را مأمور یاری رساندن به قلعه وان نمود. شاه تهماسب به‌سرعت برای رویارویی با آن‌ها حرکت کرد و با سپاهیان کمی که توانسته بودند با سرعت و همپای وی حرکت کنند با آن‌ها روبرو شد و نیروهای کمکی را در هم شکست. شکست‌خوردگان به قلعه ارجیس گریخته و در آن‌جا متحصن شدند. سلطان سلیمان در تلاشی دیگر سنان‌پاشا را با نیروی کمکی به‌سمت ارجیس گسیل کرد. نیروهای سنان‌پاشا در راه به قزلباشان به فرماندهی بداق خان قاجار برخورده و باز هم از ایرانیان شکست خوردند و سنان‌پاشا نیز کشته شد. تلاش دیگر سلطان سلیمان برای ارسال نیرو به فرماندهی ابراهیم پاشا نیز با شکست مواجه شد و فرماندهان قلعه را واگذاشته همراه ابراهیم پاشا به خاک عثمانی گریختند. به این‌صورت دو حملهٔ پیاپی عثمانیان به خیال تصرف ایران با تصرف قلعهٔ ارجیس توسط قوای قزلباش به پایان رسیده و به شکست انجامید.

### هجوم سوم
سومین حملهٔ سلطان سلیمان عثمانی برای فتح ایران چند سال بعد در سال ۹۵۵ و به تحریک القاسب میرزا برادر شاه تهماسب بود. القاسب میرزا در ابتدا به حکمرانی شروان منسوب شد. پس از مدتی وی در شروان علم استقلال برافراشت و به‌نام خود سکه زد. شاه، سپاهی را به سرکوبی وی گسیل کرد. در چند جنگی که میان او و امرای قزلباش درگرفت، وی شکست خورد اما قلعه‌های مهم شروان همچنان در دست القاسب میرزا بود، به این ترتیب شاه شخصاً به‌سمت شروان لشکر کشید. با نزدیک شدن سپاه شاه، بسیاری از سپاهیان القاسب میرزا به اردوی شاهی پیوستند و بسیاری پراکنده شدند. (و این همان جنگ با شروانشاهان در ۱۵۴۷م است) القاسب میرزا خود را بی‌یاور یافت و به استانبول گریخت. پس از وی حکومت شروان به اسماعیل میرزا یا همان شاه اسماعیل دوم داده شد.
القاسب میرزا در استانبول به سلطان سلیمان پناهنده شد و وی را تحریک به لشکرکشی به ایران نمود. سلیمان در سال ۹۵۵ هجری قمری، سپاهی بسیار بزرگ برای حمله به ایران تدارک دیده و از استانبول به‌سمت ایران حرکت کرد.
شاه تهماسب از تبریز که در آن زمان پایتخت ایران بود به‌سمت بیرون شهر حرکت کرده و در محلی به‌نام شنب غازان اردو زد تا سپاهیان از نواحی مختلف به وی ملحق شوند. امرا گروه‌گروه با سپاهیان خود به اردو می‌رسیدند و اسماعیل میرزا نیز با سپاه شروان به شاه ملحق شد.
شاه برای جلوگیری از پیشروی سپاه عثمانی، راهبرد زمین سوخته را پیش گرفت و گروه‌هایی از سپاهیان را به نواحی مرزی آذربایجان فرستاد تا همهٔ مناطقی که در اطراف مسیر عبور سپاه عثمانی است را از آذوقه، غلات و آب خالی کنند. آن‌ها هر چاه، چشمه و قناتی را که در راه یافتند کور کردند. این سیاست بارها در زمان شاه تهماسب و شاه عباس یکم با موفقیت به اجرا درآمد و همواره سپاه مهاجم عثمانی در اثر کمبود منابع مجبور به بازگشت شد. شاه تهماسب همواره از نظر منابع نظامی (نفرات و ادوات) که در اختیار داشت نسبت به عثمانیان در موضع ضعیف‌تر بود و همواره با استفاده از این سیاست دفاعی عثمانیان را از ایران می‌راند.
سلطان سلیمان با رسیدن به مرز ایران، گروهی را به فرماندهی الامه تکلو (قزلباش خیانتکاری که در آشوب‌های ابتدای حکومت شاه تهماسب به عثمانی رفته بود و در گذشته شرح آن گفته شد) به وان فرستاد (و این همان نبرد قارص است) و گروهی را نیز به فرماندهی القاسب میرزا به مرند. در مرند القاسب میرزا با گروه کوچکی از قزلباشان روبرو شدند و آن‌ها را شکست داد اما به شهر داخل نشدند زیرا گمان کردند گروه بزرگ‌تری ممکن است در کمین آن‌ها باشند. آن‌ها بازگشته به سلطان سلیمان ملحق شدند. سلطان سلیمان بدون مانع به تبریز رسید و شهر را تصرف کرد. شمار نیرویی که شاه تهماسب توانسته بود گردآوری کند بسیار کمتر از سپاه عثمانی بود بنابراین شاه از رویارویی مستقیم با سلطان سلیمان پرهیز می‌کرد. اقامت سلطان سلیمان در شهر تنها چند روز به طول انجامید زیرا کمبود آذوقه آن‌ها را به‌شدت تحت فشار قرار داده بود و تهیهٔ آذوقه از اطراف نیز غیرممکن بود. بسیاری از اسب‌های عثمانیان در تبریز از گرسنگی مردند و چاره‌ای جز بازگشت برای آن‌ها نماند. در هنگام بازگشت، بسیاری از سپاهیان آن‌ها نیز طعمهٔ شبیخون تبریزیان شدند. سپاه عثمانی در راه بازگشت نیز پیاپی گرفتار شبیخون و حملات پراکندهٔ قزلباشان می‌شد. سلطان سلیمان به‌سمت قلعه وان عقب نشست و ساکنان قلعه با دیدن سپاه بی‌شمار عثمانی که هر ساعت به‌شمار آن‌ها افزوده می‌شد، قلعه را تسلیم کردند. سلطان سلیمان برای در امان ماندن از حملات پیاپی سپاه ایران در مسیر بازگشت گروهی از سپاه عثمانی را به فرماندهی القاسب میرزا روانهٔ مرکز ایران کرد و خود راه بازگشت را پیش گرفت. القاسب میرزا از نبود نیرو در مرکز کشور استفاده کرده و خود را به همدان و سپس به قم رساند. قم و کاشان تسلیم وی شدند و ری نیز توسط نیروهای وی غارت شد. وی سپس به‌سمت اصفهان حرکت کرد و این شهر را محاصره نمود. شاه تهماسب، بهرام میرزا و ابراهیم خان ذوالقدر حاکم شیراز را مأمور دفع وی کرد و خود به قزوین بازگشت. القاسب میرزا با اطلاع از آمدن نیروهای بهرام میرزا و ابراهیم خان ظهیرالدوله، محاصرهٔ اصفهان را رها کرده و به‌سمت ایزدخواست رفت. وی مردم این شهر را قتل‌عام کرد و سپس راه بهبهان، شوشتر و دزفول را پیش گرفت و از دزفول به‌همراه گروه اندکی که با وی مانده بودند به بغداد گریخت.
بزرگان عثمانی که وی را مایهٔ دردسر می‌دانستند سلطان سلیمان را تشویق به نابودی وی کردند. سلطان سلیمان، سپاهی را برای دستگیری وی فرستاد اما القاسب میرزا موفق به فرار شد و به مریوان گریخت و در آن‌جا توسط نیروهای شاه ایران دستگیر شد. شاه تهماسب وی و فرزندانش را به قلعه قهقهه فرستاد. القاسب میرزا، چندی بعد به قلعه الموت منتقل شد و در آن‌جا به قتل رسید. به این ترتیب سومین حملهٔ عثمانیان برای اشغال ایران به‌طور نسبی ناکام ماند.

### هجوم چهارم

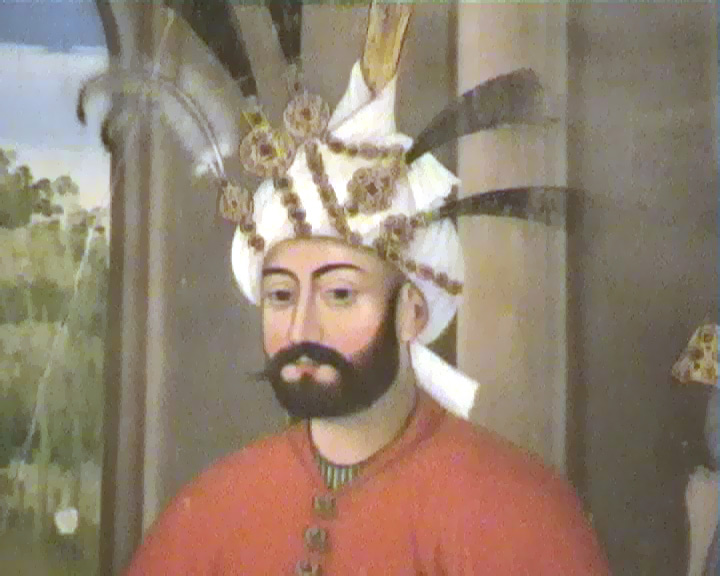
نگارهٔ شاه تهماسب در کاخ چهل‌ستون اصفهان

تا پنج سال پس از اتمام فتنهٔ القاسب میرزا غیر از درگیری‌های محلی بین امرای نواحی مرزی، در مرز بین ایران و عثمانی صلح برقرار بود. این بار هجوم عثمانیان به تحریک اسکندر پاشا بود. اسکندر پاشا در ابتدا حاکم وان بود. در طول حکومت خود در وان، وی هر از چند گاهی نواحی مرزی ایران را مورد تاخت و تاز قرار می‌داد و امرای مرزی ایران به‌علت این‌که دولت ایران در حال انجام مقدمات صلح بود و آمادگی یک نبرد کامل را نداشتند در پی پاسخ به وی برنمی‌آمدند. اسکندر پاشا به‌دلیل این اقدامات، مورد تشویق سلطان عثمانی قرار گرفته و به مقام بیگلربیگی ارزروم منصوب شد. عدم پاسخگویی امرای مرزی به وی باعث جسارت زیاد اسکندر پاشا شده بود و وی سلطان سلیمان را تشویق به حمله به ایران کرد. سلطان سلیمان در نامه‌ای که به شاه تهماسب فرستاد وی را تهدید به جنگ کرد و خود در خاک عثمانی شروع به تدارک سپاه نمود.
در پی این اقدام، شاه تهماسب به امرای نواحی مرزی دستور داد مرز ایران و عثمانی در مسیر احتمالی عبور سپاهیان عثمانی از آذوقه خالی شود. در پی این فرمان تفلیس، وان، ماسیس و آدل‌جوز اطراف آن کاملاً از آذوقه خالی شد. شاه تهماسب، سپاه ایران را آمادهٔ حرکت کرد و گروهی را به فرماندهی اسماعیل میرزا (شاه اسماعیل دوم) به‌عنوان پیشرو به جنگ با اسکندر پاشا فرستاد. اسکندر پاشا پس از مواجهه با وی شکست را پذیرا شده و به قلعه عقب نشست.
سلطان سلیمان به‌علت کمبود آذوقه در راه مجبور به اردو زدن در حلب شد. پس از گذشتن فصل سرما به‌سمت نخجوان حرکت کرد. سپاه عثمانی در مسیر حرکت به‌طور مداوم مورد شبیخون نیروهای ایران قرار می‌گرفت تا به نخجوان رسید. سلطان سلیمان پس از اقامت کوتاهی در نخجوان به‌علت نبود آذوقه مجدداً به‌سمت خاک عثمانی حرکت کرد و این دقیقاً زمانی بود که سپاه ایران به فرماندهی شاه تهماسب برای نبرد به اردوی وی نزدیک می‌شد. در هنگام یکی از درگیری‌هایی که میان قراولان عثمانی و ایران درگرفت سنان بیک که یکی از درباریان نزدیک به سلطان سلیمان بود به اسارت درآمد. عثمانیان که در اثر کمبود آذوقه در تنگنا قرار گرفته بودند آزادی سنان بیک را بهانه‌ای برای صلح قرار داده و به خاک خود عقب نشستند. مذاکرات صلح بین دو طرف به نتیجه رسید و قرارداد صلحی بین ایران و عثمانی منعقد شد که تا مرگ شاه اسماعیل دوم برقرار ماند. این صلح در شرایط مساعد صفویان وهمچنین ناامیدی سلطان سلیمان یکم از ادامه جنگ با ایران گواه
پیروزی شاه تهماسب و ایرانیان بود. حال تهماسب موفق شده بود تا حدودی انتقام پدر را بگیرد.
این به تنهایی یک دست‌آورد بزرگ است که شاه تهماسب موفق شده بود امپراتوری پدر را از انحلال نجات دهد و آن را حفظ کند و این امپراتوری را گسترش دهد.

## خزانهٔ سلطنتی

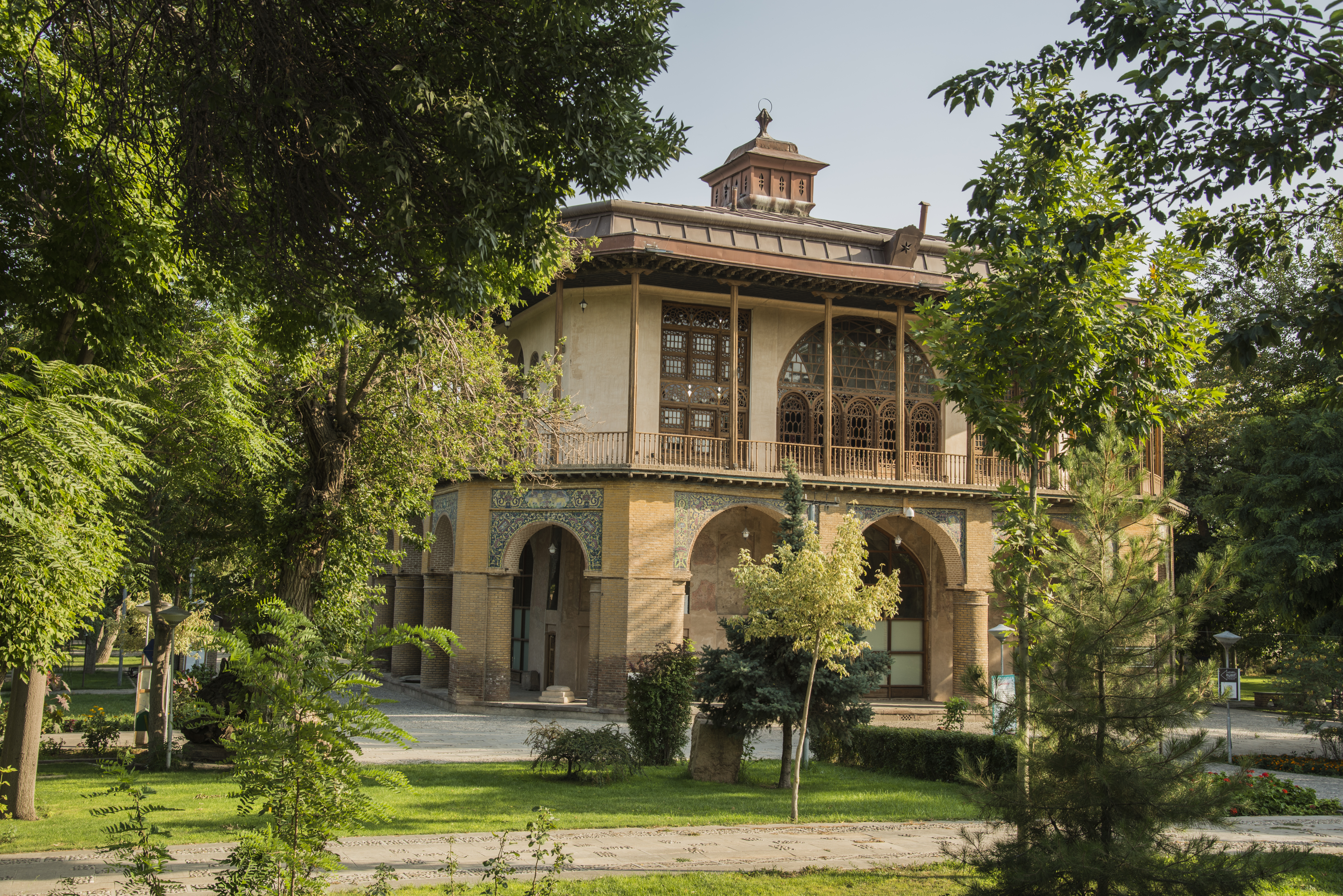
عمارت چهلستون قزوین، محل دارالخلافه صفوی در عهد شاه تهماسب

عمارت چهل‌ستون قزوین، محل استقرار دولت در زمان شاه تهماسب یکم و شاه اسماعیل دوم صفوی
شاه تهماسب به جمع‌آوری مال و ثروت علاقهٔ خاصی داشت. خزاین او همیشه از سکه، طلا، نقره، پارچه‌های نفیس و انواع سلاح‌های قیمتی انباشته بود. وی ۶۰۰ شمش طلا و ۶۰۰ شمش نقره در قلعه قهقهه ذخیره کرده‌بود.

## اقدامات شاه تهماسب

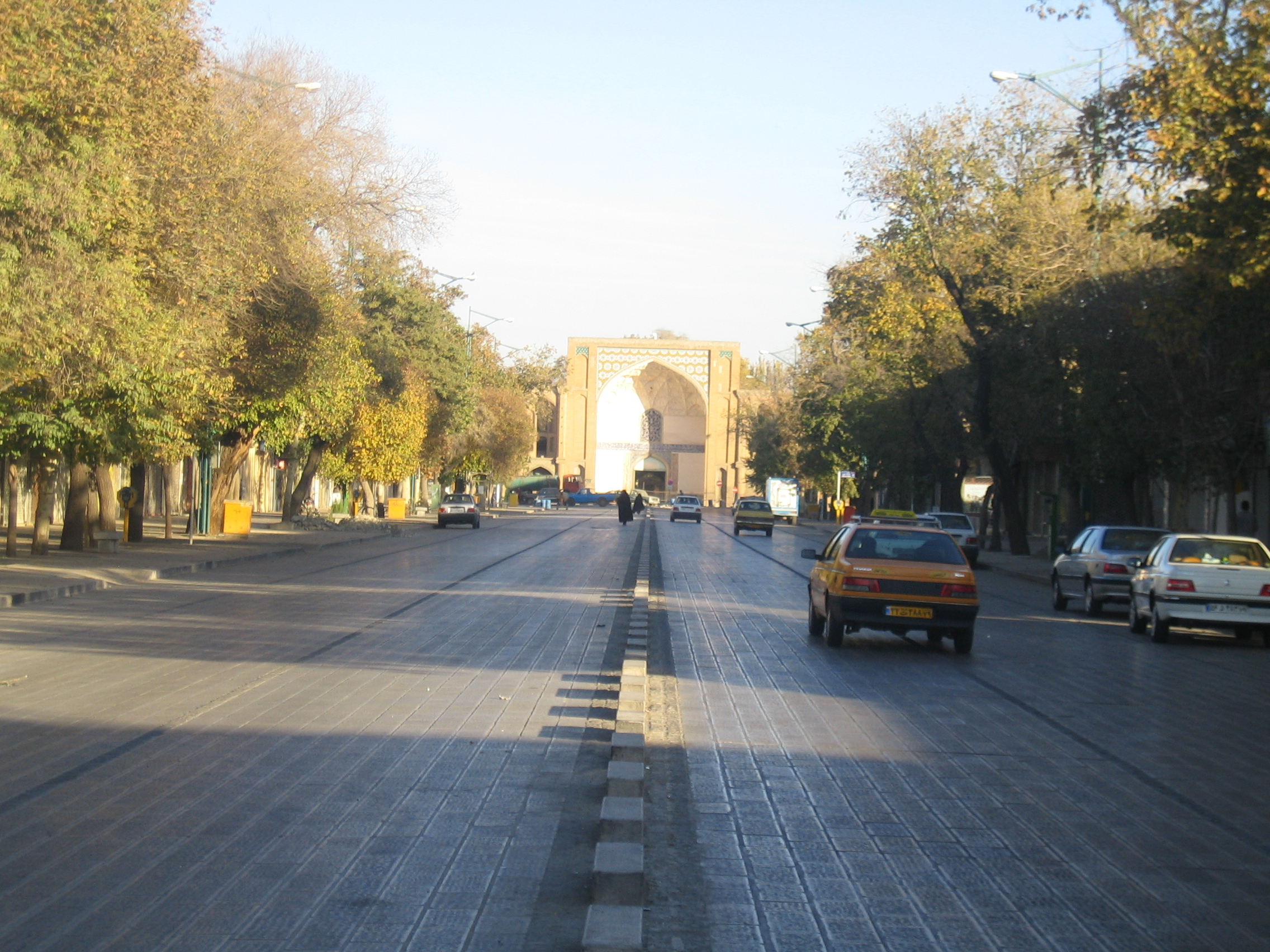
خیابان سپه و سردر عالی‌قاپو در قزوین

باروی تهماسبی تهران که تا زمان ناصرالدین‌شاه پابرجا بود.

شاه تهماسب دستور داد نخستین خیابان ایران با نام «خیابان سپه» در قزوین ساخته شود که این نام الگویی بود برگرفته از منطقه‌ای چهارباغ‌مانند که شاه در ازبکستان امروزی دیده بود. این خیابان در زمان حکومت پهلوی به‌نام «سپه» و هم‌اکنون نیز بانام «سپه» و «شهدا» در قزوین معروف است. همچنین در کنار رصدخانه سابق مراغه، رصدخانهٔ جدیدی ساختند. به‌دستور شاه، میر محمد منجم مأمور شد تا حرکات سیاره‌ها و ستارگان را بررسی کند. میرمحمد توانست باران بهار سال ۹۳۴ قمری را پیش‌بینی کند. بدین ترتیب گندم زیادی به‌دست آمد. شاه دستور داد تا انبارهای گندم ساخته شوند و گندم مازاد نیاز از زارعان خریده و ذخیره گردد. سال بعد باران به موقع نبارید و این اقدام شاه مؤثر واقع شد.
شاه دستور داد تا تقویم رایگان در دسترس همهٔ مردم گذاشته شود زیرا در آن زمان هر کس برای دانستن ساعت سعد و نحس مجبور بود بهای زیادی به کسانی که تقویم داشتند بپردازد.
شاه تهماسب به دور شهر تهران حصاری با یک صد و چهارده برج کشید.
پس از پایتخت شدن قزوین، شاه تهماسب جاده‌های قزوین–مشهد و قزوین–تبریز را وسیع و ارابه‌رو کرد.
شاه در آذربایجان، قشون دائمی ایجاد کرد. بدین منظور چهل هزار سرباز را به رهبری نظام الدین روملو به شهرهای تبریز و مرند و دیگر شهرهای آذربایجان غربی فرستاد. هزینه این قشون دائمی حدود ۸ کرور تهماسبی بود.
او موسیقی را ممنوع کرد و موسیقی‌دانان را از دربار اخراج کرد.

## اقتصاد در زمان شاه تهماسب
شاه تهماسب در ۱۴ سال آخر سلطنتش مواجب و حقوق سپاهیان را پرداخت نکرده بود و لشکریان قزلباش جرئت اعتراض هم نداشتند. این باعث شورش پیشه‌وران تبریز و شورش‌هایی در گیلان شد.

## مرگ و دعوای جانشینی

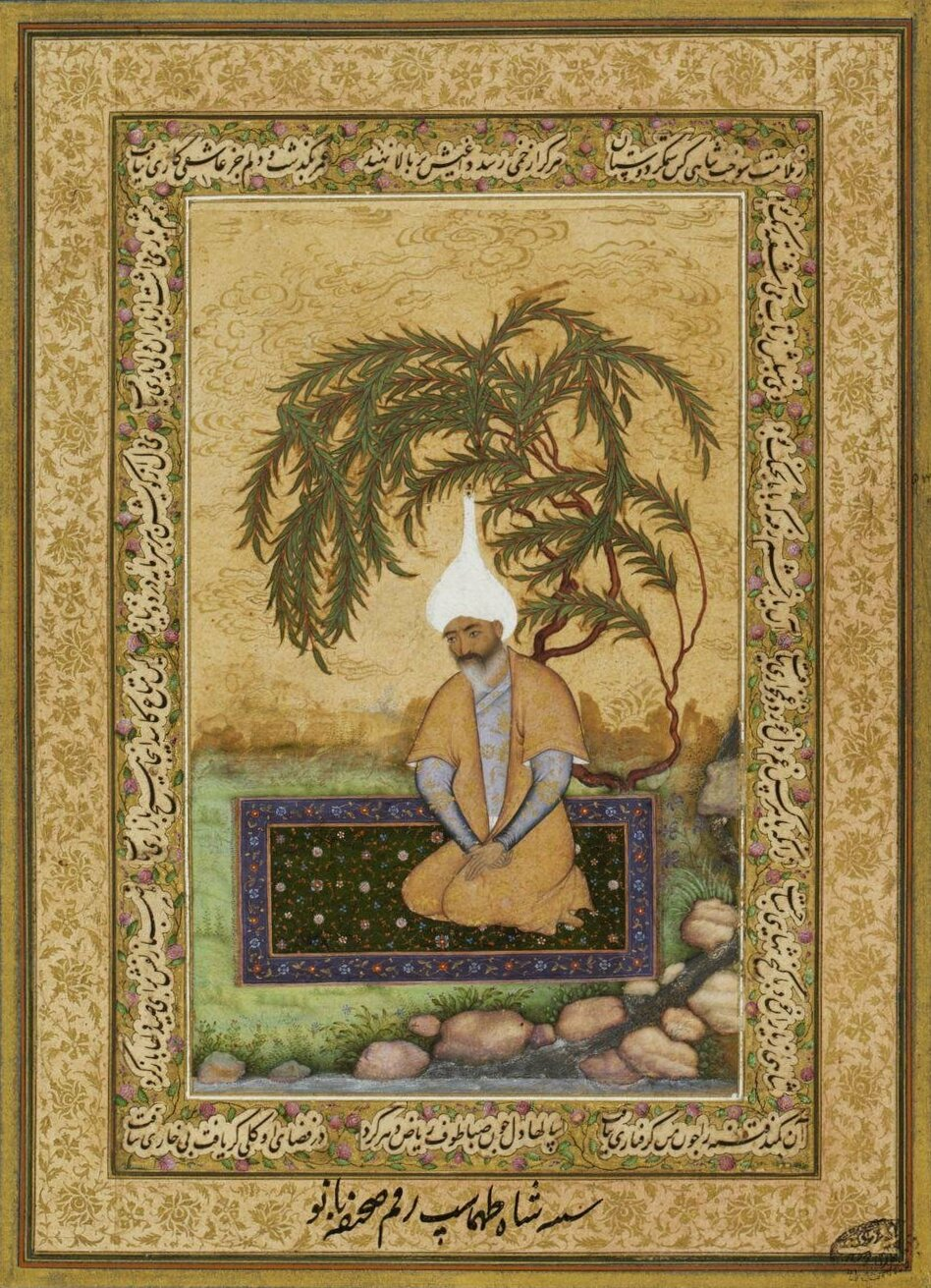
نگارهٔ شاه تهماسب اثر صحیفه بانو

هنگامی که شاه تهماسب زنده بود، اختلاف‌نظرهای موجود بین قزلباش‌ها پنهان بود؛ اما هنگامی که وی بیمار گشت موضوع جانشینی مورد بحث درباریان شد. محمد خدابنده به‌علت ناراحتی چشمی دیگر مطرح نبود. تنها حیدر میرزا بود که قادر بود به رقابت با اسماعیل میرزا برخیزد زیرا وی بیش از دیگران مورد علاقهٔ شاه تهماسب بود و درست به همین دلیل هم خطرناک‌ترین رقیب اسماعیل میرزا محسوب می‌شد. شاه تهماسب در تاریخ ۱۵ صفر ۹۸۴ (۱۵۷۶ میلادی) درگذشت. درگیری‌ها بر سر تصاحب جانشینی شاه تهماسب، مجموعه کشمکش‌هایی بود که از ۱۵ صفر ۹۸۴ تا ۱۷ ربیع‌الاول ۹۸۴ بین حیدر میرزا (فرزند چهارم شاه) و اسماعیل میرزا (فرزند دوم شاه) و طرفدارانشان روی داد. در پایان نزاع‌های دربار قزوین، حیدر میرزا کشته شد و اسماعیل میرزا در تاریخ ۲۷جمادی‌الاول ۹۸۴ قمری خود را شاه اسماعیل دوم خوانده و سومین پادشاه صفوی گردید.

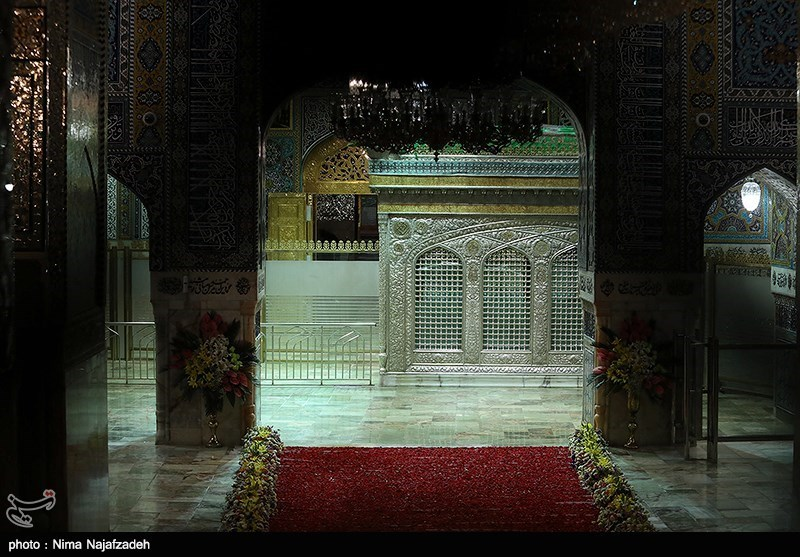
صفه شاه تهماسب در حرم علی بن موسی الرضا

جسد شاه تهماسب، به‌دلیل درگیری‌های جانشینی ابتدا در باغچه دفن شد. پس از مدت کوتاهی به صحن شاهزاده حسین (قزوین) منتقل شد. یک‌سال بعد، جسد وی به حرم علی بن موسی الرضا در مشهد منتقل شد و جایی که دفن شد به صفه شاه تهماسب معروف شد. دوازده سال بعد مشهد به تصرف ازبکان درآمد و آن‌ها به قصد اهانت، جسد را از قبر خارج کرده و به بخارا بردند. این عمل به‌دلیل احتمال اشتباه بر روی جسد دیگری هم تکرار شد. امروز برخی عقیده دارند که آن‌ها هر دو بار اشتباه کرده‌اند و جسد در حرم محفوظ است و برخی دیگر نیز معتقدند با تطمیع ازبکان، جسد از آن‌ها گرفته و به اصفهان منتقل و در بقعهٔ امامزاده شاه‌سیدعلی خاکسپاری شده است.

## خانواده
شاه تهماسب در مجموع ۹ بار ازدواج کرد و صاحب ۱۳ پسر و احتمالاً ۱۳ دختر بود که اکنون ۸ تن از آن‌ها شناخته شده‌اند.

### همسران
- سلطانم بیگم، ملکهٔ رسمی شاه تهماسب و دختر موسی سلطان موصلوی ترکمان بود.[۳۶]
- سلطان آغا خانم، شاهزادهٔ چرکس‌تبار و خواهر شمخال‌خان سلطان بود.
- سلطان‌زاده خانم، بردهٔ گرجی‌تبار و مادر حیدر میرزا بود.[۳۷]
- زهره باجی خانم، بانوی گرجی‌تبار و دختر شاهزاده اوتار بود.
- خان‌پرور خانم، بانوی گرجی‌تبار و خواهر زال بیگ گرجی بود.
- حوریخان خانم، شاهزادهٔ گرجی‌تبار بود.
- فریده خانم، شاه‌زادهٔ داغستانی بود.
- عایشه بیگم، دختر صوفی‌خان فرمانروای خانات خیوه بود.
- زینب خانم، دختر عمادالدین شروان‌شاهی بود. او بیوهٔ بهرام میرزا بود.

### فرزندان

#### پسران
- سلطان محمد میرزا (زادهٔ ۱۵۳۳ اردبیل – درگذشتهٔ ۱۵۹۶ در قلعه الموت، قزوین) پسر سلطانم بیگم.
- سلطان اسماعیل میرزا (زادهٔ ۲۸ مه ۱۵۳۷ قزوین – درگذشتهٔ ۲۵ نوامبر ۱۵۷۷ قزوین) پسر سلطانم بیگم.
- سلطان مراد میرزا (زادهٔ ۱۵۳۸ قزوین – ۵ سپتامبر ۱۵۴۵ قندهار) پسر سلطانم بیگم.
- سلطان سلیمان میرزا (زادهٔ ۸ آوریل ۱۵۵۴ نخجوان – اعدام ۹ نوامبر ۱۵۷۶ قزوین) پسر سلطان آغا خانم.
- سلطان حیدر میرزا (زادهٔ ۲۸ سپتامبر ۱۵۵۶ قزوین – اعدام ۲۵ مه ۱۵۷۶ قزوین) پسر سلطان‌زاده خانم.
- سلطان مصطفی میرزا (زادهٔ ۱۵۵۷ قزوین – اعدام ۹ نوامبر ۱۵۷۶ قزوین) پسر زهرا باجی خانم.
- سلطان محمود میرزا (زادهٔ ۱۵۵۹ قزوین – اعدام ۷ مارس ۱۵۷۷ قزوین) پسر خان‌پرور خانم.
- سلطان امامقلی میرزا (زادهٔ ۱۵۶۳ قزوین – اعدام ۷ مارس ۱۵۷۷ قزوین) پسر خان‌پرور خانم.
- سلطان علی میرزا (زادهٔ ۱۵۶۳ قزوین – درگذشتهٔ ۳۱ ژانویهٔ ۱۶۴۲ اصفهان) پسر زهرا باجی خانم.
- سلطان احمد میرزا (زادهٔ ۱۵۶۴ قزوین – اعدام ۷ مارس ۱۵۷۷ قزوین) پسر فریده خانم.

#### دختران
- گوهر سلطان بیگم (درگذشتهٔ ۱۹ مه ۱۵۷۷ قزوین) در سال ۱۵۵۵ با سلطان ابراهیم میرزا پسر بهرام میرزا ازدواج کرد.
- پریخان خانم (درگذشتهٔ ۱۷ فوریهٔ ۱۵۷۸، قزوین) در سال ۱۵۵۶ با سلطان بدیع‌الزمان میرزا پسر بهرام میرزا ازدواج کرد.
- خدیجه سلطان بیگم، (درگذشتهٔ ۱۶۲۸ اصفهان) در سال ۱۵۶۷ با جمشیدخان گیلانی یکی از حاکمان گیلان‌[۳۸] و سپس با نعمت‌الله نوری ازدواج کرد.
- زینب بیگم (درگذشتهٔ ۱۴ مه ۱۶۴۰ اصفهان) در سال ۱۵۷۸ با علی‌قلی بیگ گورکان شاملو ازدواج کرد.[۳۹]
- مریم بیگم، (درگذشتهٔ ۱۶۰۸ اصفهان) در سال ۱۵۷۸ با خان احمد خان ازدواج کرد.
- خانیش بیگم (درگذشتهٔ ۱۵۹۰ اصفهان) در سال ۱۵۷۹ با نعمت‌الله نوری ازدواج کرد.
- فاطمه سلطان بیگم (درگذشتهٔ ۱۵۸۱ اردبیل) در سال ۱۵۸۰ با امیر خان موصلوی ازدواج کرد.
- شهربانو خانم (درگذشتهٔ ۱۵۸۳ تبریز) در سال ۱۵۸۰ با سلمان‌خان استاجلو ازدواج کرد.[۳۸]

## سکه‌ها

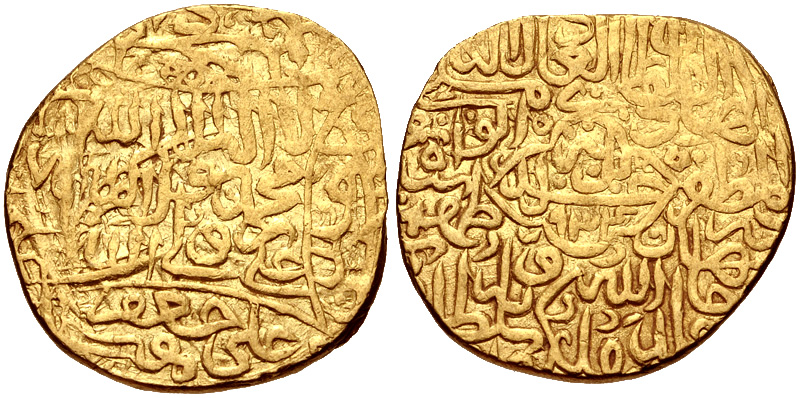
سکه شاه تهماسب یکم ضرب تبریز ۹۳۴ قمری

نوشته‌های روی سکه‌های دوره شاه تهماسب اول:
«السلطان العادل الکامل الهادی الوالی ابولمظفر شاه تهماسب بهادر خان الصفوی الحسینی خلدالله تعالی ملکه و سلطنه»
یا «السلطان الهادی شاه تهماسب بهادر خان الصفوی الحسینی خلدالله ملکه و سلطنه»
«غلام علی بن ابی‌طالب علیه السلام / السلطان الهادی الوالی ابوالمظفر پادشاه تهماسب الصفوی»
پشت سکه‌ها نیز شعار شیعه و نام دوازده امام حک شده است.

## میراث
پادشاهی تهماسب در دورانی آغاز شد که پس از درگذشت اسماعیل، جنگ‌های داخلی میان سران قزلباش شعله‌ور بود. شخصیت کاریزماتیک اسماعیل به‌طوری‌که به مسیحا تشبیه می‌شد و قزلباش‌ها را به پیروی از او واداشته بود، با به قدرت رسیدن تهماسب پایان یافت. برخلاف پدرش، تهماسب نه از جذبه‌ای سیاسی یا معنوی برخوردار بود و نه در سنی بود که بتواند خود را جنگجویی دلیر در میدان نبرد نشان دهد؛ ویژگی‌ای که برای قزلباش‌ها ارزشی والا داشت. با این حال، تهماسب این چالش را پشت سر گذاشت. او در نبرد جَم علیه ازبک‌ها خود را فرمانده‌ای شایسته ثابت کرد و به جای رویارویی مستقیم با عثمانی‌ها در میدان نبرد، ترجیح داد به غارت پشت جبهه‌هایشان بپردازد. توانایی او در بقا برابر ارتش عثمانی که به مراتب بزرگ‌تر بود، نشان‌دهنده مهارتش در به‌کارگیری تاکتیک‌های فابیان بود. تهماسب می‌دانست که نمی‌تواند جای پدرش را به‌عنوان رهبری کاریزماتیک و معنوی پر کند. در حالی که برای بازگرداندن مشروعیت خاندانش در میان قزلباش‌ها تلاش می‌کرد، همزمان باید چهره‌ای عمومی از خود می‌ساخت تا مردم را به حقانیتش برای سلطنت به‌عنوان شاه جدید صفوی متقاعد کند. از این رو، او به پیرو مخلص تشیع بدل شد و تا پایان سلطنتش این تصویر را با تظاهر به تقوای بسیار حفظ کرد. این تصویر متعصبانه به او کمک کرد تا نفوذ قزلباش‌ها را بشکند و ظرف ده سال، پس از پشت سر گذاشتن جنگ داخلی میان سران قبایل توطئه‌گر، کنترل قدرت را به دست گیرد. بدین ترتیب، او چهره‌ای استاندارد برای پادشاهان صفوی بنیان گذاشت: شاهی متعصب که به‌عنوان نماینده امام زمان عمل می‌کرد. با این حال، هیچ‌یک از جانشینانش این تصویر را به اندازه او با جدیت حفظ نکردند. تهماسب حتی پس از تثبیت قدرتش، در مقایسه با امپراتوری عثمانی از نفوذ سیاسی محدودی برخوردار بود. اما او با آوردن بردگان قفقازی به قلمرو، پایه‌های تحول دولت صفوی را در زمان نوه‌اش، عباس بزرگ، بنا نهاد و هسته نیرویی را ایجاد کرد که توازن سیاسی شاهنشاهی را در دوران نوه‌اش تغییر داد.

### در نظر اروپایی‌ها
تهماسب در نظر مورخان غربی تأثیر چندانی نداشت و اغلب در مقایسه با پدرش سنجیده می‌شد. او را «خسیس» و «متعصب مذهبی» توصیف کرده‌اند و گفته‌اند که هرگز از حرمسرا خارج نمی‌شد و وقت خود را میان روابط با نزدیکانش و پیشگویی آینده تقسیم می‌کرد. این توصیفات از تهماسب به‌عنوان شاه و شخص، چهره‌ای مبهم ساخته است. اما مورخان هم‌عصر او نمونه‌هایی را ثبت کرده‌اند که جنبه‌های مثبت‌تری از شخصیت او را نشان می‌دهد: با وجود طمعش، تقوا او را واداشت تا از جمع‌آوری مالیاتی حدود ۳۰٬۰۰۰ تومان چشم‌پوشی کند، زیرا این کار با قوانین دینی مغایرت داشت؛ سخنرانی او خطاب به فرستادگان سلیمان قانونی، سلطان عثمانی، که برای بازگرداندن شاهزاده بایزید فراری آمده بودند، نشان‌دهندهٔ مهارت سیاسی او بود؛ او همچنین از هنر حمایت می‌کرد و ذهنی بسیار فرهیخته داشت.
به گفته کالین پی. میچل، این دستاورد بزرگی است که تهماسب نه‌تنها شاهنشاهی پدرش را از فروپاشی نجات داد، بلکه آن را گسترش داد، در حالی که هم‌زمان با سلیمان قانونی، موفق‌ترین سلطان عثمانی، زیست. در دوران تهماسب بود که حقانیت صفویان برای حکومت به تدریج در میان مردم شیعه پذیرفته شد؛ مردمی که به ایده حاکمیت یکی از نوادگان اهل بیت دل‌بسته بودند. بدین ترتیب، دودمان صفوی به پشتوانه‌ای ایدئولوژیک دست یافت که بسیار فراتر از حق فتح اولیه بود. تا پایان سلطنتش، موفقیت تهماسب در حفظ یکپارچگی شاهنشاهی به نخبگان پارسی بوروکراسی اجازه داد تا نگهبانی بوروکراتیک و ایدئولوژیک شاهنشاهی صفوی را بر عهده گیرند. این امر به تهماسب و جانشینانش امکان داد تا مشروعیت دودمان خود را تثبیت کنند و آیین شاهنشاهی مبتنی بر کیش شخصیت را پرورش دهند که حتی در شکننده‌ترین موقعیت‌های شاهنشاهی، از بروز جنگ داخلی دیگر جلوگیری کرد.